# Клан Брюс

Гребінь клану Брюс.

Герб вождів клану Брюс.

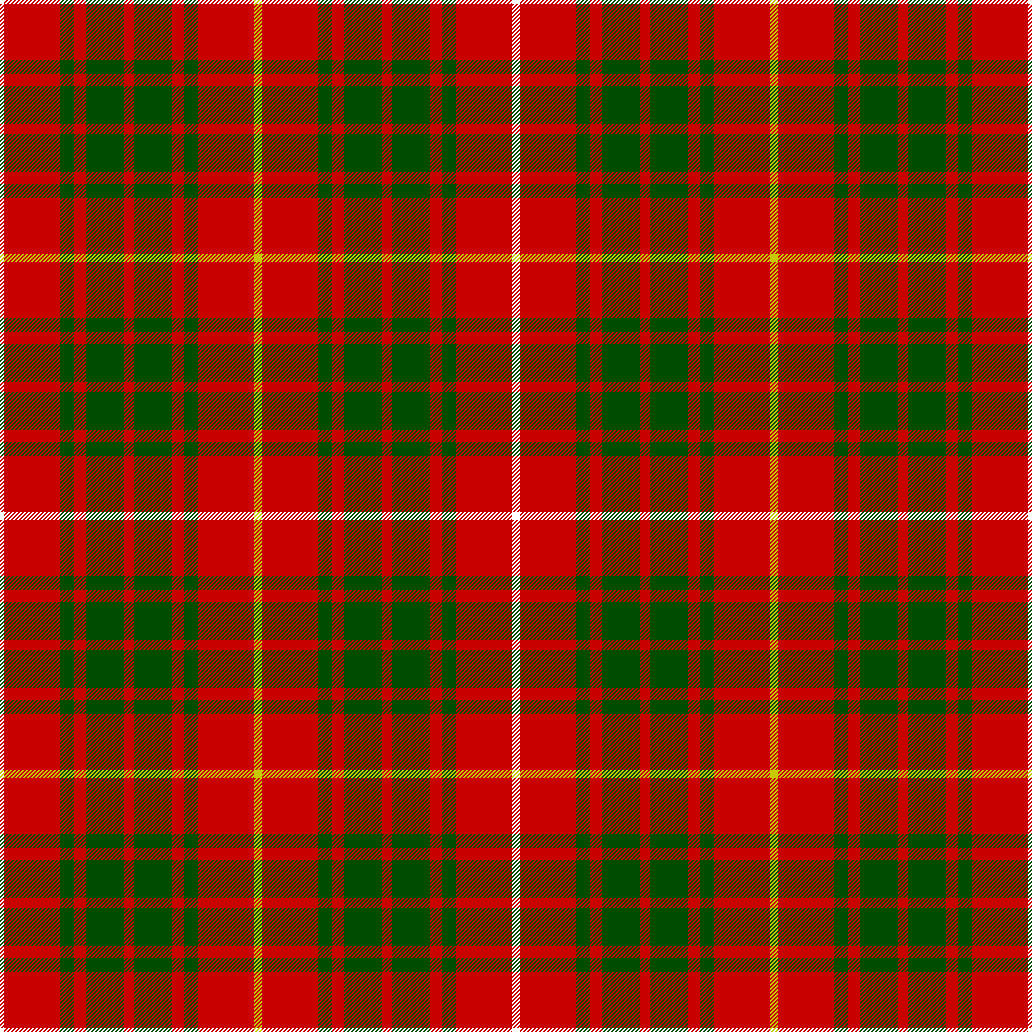
Тартан клану Брюс.

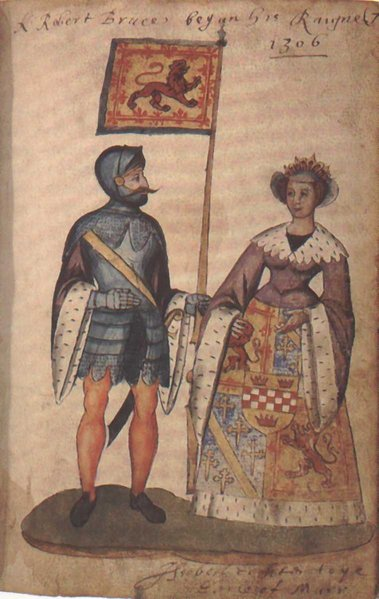
Роберт Брюс та Ізабелла Мар. Середньовічний малюнок.

Клан Брюс (шотл. Clan Bruce, шотл. гел. Clann Brus) — один із шотландських рівнинних кланів з Кінкардіну. Належить до королівських шотландських кланів — з цього клану були два королі Шотландії у XIV столітті.
Гасло клану: лат. Fuimus ;— «Ми були!»
Землі клану: Файф, Аннадейл
Вождь клану: Його світлість високоповажний Ендрю Даґлас Брюс (шотл. Andrew Douglas Bruce) — ХІ граф Елґін, XV граф Кінкардин, Консул вождів шотландських кланів.
Резиденція вождя клану: Брумголл-гауз (шотл. Broomhall House)
Історичний центр клану: Замок Лохмабен (шотл. гел. Lochmaben), замок Клекманнан (шотл. гел. Clackmannan)

## Історія клану Брюс

### Походження клану Брюс
Назва клану Брюс походить від французького де Брус (фр. de Brus) або де Брюс (фр. de Bruis) — імені нормандських лицарів, що виникло від земель Брікс (фр. Brix), що розташовані в Шербурі і Валоні в Нормандії, Франція. Доказів того, що Роберт де Брікс служив Вільгельму Завойовнику під час норманського завоювання Англії немає. Це повідомлення виникло з дуже ненадійних записів, зроблених у пізньому середньовіччі, щодо людей, які нібито брали участь у битві під Гастінгсом.
Було дві лінії роду де Брюс — шотландська і англійська. Обидві лінії походять від Роберта де Брюса, І лорда Аннадейл, що переселився до Англії з Нормандії в 1106 році. Роберт де Брюс супроводжував принца Шотландії Давида — майбутнього короля Шотландії Давида І. У 1124 році він допоміг королю Давиду повернути корону. Коли вибухнула громадянська війна в Англії між королевою Матильдою  її кузеном Стефаном, король Шотландії Давид І зібрав армію. Проте, Роберт де Брюс не приєднався до короля Шотландії, а пішов до англійської армії і в битві Штандардів у 1138 році взяв в полон власного сина, що був лордом Аннадейл. Роберт Брюс — І лорд Аннадейл помер 11 травня 1141 року і похований в Гісбурні.

### Лорди Аннандейл
Після смерті І лорда Аннадейл його володіння були розділені між двома дітьми Роберта де Брюса: землі в Йокширі відійшли його старшому сину Адаму (лінія згасла 1271 року), а шотландські володіння — молодшому сину Роберту, засновнику шотландської лінії роду і, власне, клану Брюс. ІІ лорду Аннадейла — Роберту Брюсу вдалося домогтися визнання королем Шотландії права успадкування своїх земель по чоловічій лінії. Його онук — Робер Брюс — IV лорд Аннадейл, одружився з Ізабеллою — другою дочкою Давида Гатінгтонського, брата шотландських королів Малкольма IV та Вільгельма Лева. Цей шлюб забезпечив можливість клану Брюс мати претензії на шотландський престол.
Роберт Брюс — V лорд Аннадейл в період правління короля Шотландії Олександра III був неофіційно визнаний найближчим спадкоємцем трону Шотландії після сина короля. V лорд Аннадейл грав надзвичайно велику роль у політичній боротьбі в Шотландії в середині XIII століття, а після смерті єдиної онучки Олександра III королеви Маргарити в 1290 році, висунув претензії на престол Шотландії. Але корона в 1292 році дісталась Іоану (Джону) Баліолю.
Роберт Брюс — VI лорд Аннадейл, що вирізнявся особливою красою, був викрадений графинею Каррік Мерджорі і таємно одружився з нею, незважаючи на негативну реакцію короля Олександра III. Їх син Роберт Брюс успадкував у 1292 році графство Каррік.
Після англійського завоювання Шотландії Джон Баліоль поклявся у вірності королю Англії Едуарду і зрікся престолу після битви під Данбар у 1296 році. Роберт Брюс та Джон III Комін (шотл. — John III Comyn) приєднались до боротьби за незалежність Шотландії, яку очолив Вільям Воллес. Полон і смертна кара національного героя Шотландії Воллеса змінили ситуацію — тепер клани Брюс та Комін стали суперниками щодо корони Шотландії. Якось вони зустрілись на нейтральній території в графстві Дамфі, у церкві Сірих Братів (шотл. — Greyfriars Church). Між вождями кланів спалахнула сварка і Роберт Брюс вразив Джона Коміна ударом в серце. За це Папа Климент V відлучив Роберта Брюса від церкви.
У 1306 році Роберт Брюс був коронований у Сконе, стародавній столиці Шотландії. У 1314 році Роберт Брюс розгромив англійську армію в битві під Баннокберн і цим утвердив незалежність Шотландії.

### Графи Елґін та Кінкардин
Елґін та Кінкардин (шотл. — Elgin and Kincardine) — шотландський графський титул, що належить вождям клану Брюс.
Від Роберта Брюса ведуть своє походження і нинішні графи Елґін. Едвард Брюс (1548—1611) брав участь у сходженні короля Шотландії Якова VI на трон Англії. Він отримав титул барона. III барон Брюс у 1633 році отримав титул графа Елґін. Після смерті IV графа Елґін не лишилося спадкоємців, графський титул перейшов до бічної лінії, що вже носила титул графів Кінкардин. З цього роду були особливо відомі графи Томас та Джеймс. Віктор Олександр Брюс (1849—1917) — ІХ граф Елґін та XIII граф Кінкардин став відомим британським державним діячем.

## Септи клану Брюс
Airth, Bruwes, Bruss, Bruc, Bruys, Brues, Bruce, Bruice, Bruis, Bruze, Broce, Brois, Broiss, Brose, Broise, Brouss, Brus, Bruse, Carlysle, Carruthers, Crosbie, Randolph, Stenhouse.

## Замки клану Брюс
- Замок Файві (шотл. — Fyvie)
- Замок Айрх (шотл. — Airth)
- Замок Мунесс (шотл. — Muness)
- Замок Томастон (шотл. — Thomaston)
- Замок Кулросс (шотл. — Culross Palace)
- Замок Клекменнен (шотл. — Clackmannan Tower)
- Замок Фінґаск (шотл. — Fingask)
- Замок Кінросс (шотл. — Kinross House)
- Замок Лохлівен (шотл. — Lochleven)
- Замок Лохмейбен (шотл. — Lochmaben)
- Замок Тернберрі (шотл. — Turnberry)